# Interruptor de control de potència

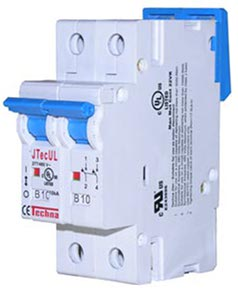
Interruptor de control de potència bipolar

L'interruptor de control de potència (ICP) és un interruptor magnetotèrmic automàtic que instal·la la companyia subministradora d'energia elèctrica al principi de la instal·lació elèctrica de cada habitatge. Controla la potència màxima que pot consumir el client, de manera que, quan la potència consumida supera la potència contractada, entra en acció automàticament tallant el subministrament elèctric i és necessari tornar l'aparell a la seva posició de treball per poder tancar el circuit i reprendre el subministrament. A Espanya està regulat per la norma UNE 20.317, que defineix la corba d'accionament, és a dir, el temps d'acció en funció de la sobrecorrent.
Les distribuïdores d'energia elèctrica s'encarreguen de la seva certificació instal·lant un precinte de seguretat, de manera que no es pugui manipular i que no es compleixi el contracte.
Amb el procés de transició energètica, l'interruptor de control de potència ha de quedar anul·lat de la instal·lació, passant a incorporar aquesta funció el comptador de telegestió, amb una major tolerància de tall.
El procés actual de rearmament del comptador de telegestió després d'un consum que excedeixi els límits de la potència contractada, per tal de reprendre el servei, es compon dels següents passos:
1. Desarmar l'interruptor magnetotèrmic general de la instal·lació.
2. Desconnectar la càrrega o el seu circuit.
3. Esperar uns segons.
4. Procedir al rearmament de l'interruptor magnetotèrmic general.